# Bort-les-Orgues
Bort-les-Orgues település Franciaországban, Corrèze megyében. Lakosainak száma 2487 fő (2022. január 1.). Bort-les-Orgues Champs-sur-Tarentaine-Marchal, Lanobre, Madic, Vebret és Sarroux-Saint Julien községekkel határos.
Vasútállomása Gare de Bort-les-Orgues.

## Népesség
A település népességének változása:
| Lakosok száma | 4937 | 4509 | 4208 | 3260 | 2859 | 2745 | 2677 | 2648 | 2595 | 2487 |
|               | 1968 | 1982 | 1990 | 2006 | 2013 | 2015 | 2017 | 2019 | 2020 | 2022 |